# Tyropœôn

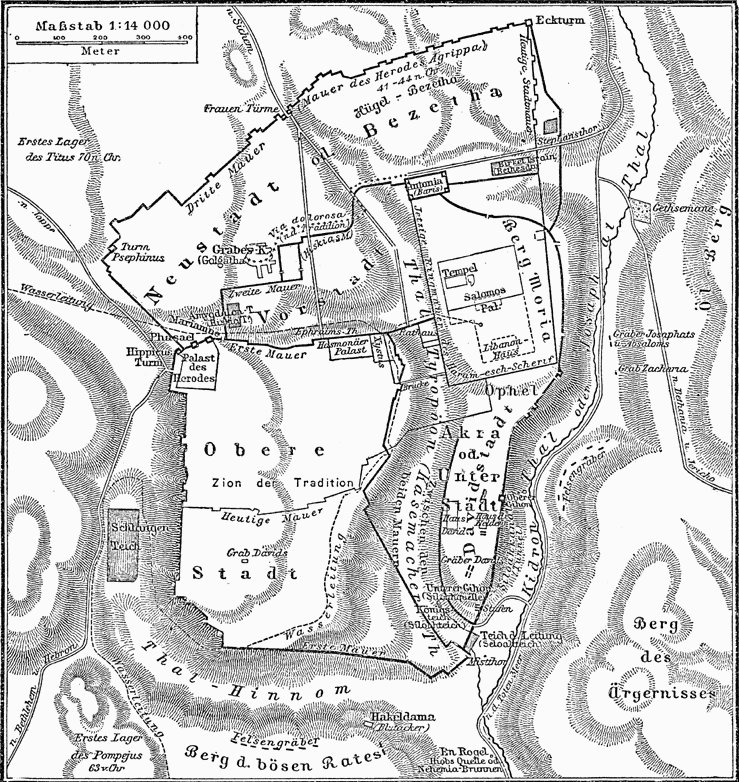
Carte de Jérusalem avec ses remparts à l'époque du Second Temple.

Dans la Jérusalem antique, le Tyropœôn (ou Tyropéon,Tyropaeon) était une vallée profonde qui séparait la Vieille ville du nord au sud. Dans les sources remontant à la période du Second Temple, on l'appelait la vallée centrale ou le ravin. Comblée par les décombres et les détritus amassés depuis dix-huit siècles, cette vallée a disparu presque entièrement aujourd'hui.  

## Origine du nom
Le nom vallée du Tyropœôn est la transcription d'un terme grec qui signifie "vallée des fromagers". Il a été transmis par Flavius Josèphe dans son ouvrage la Guerre des Juifs (Livre V, 4). Il a été donné à la vallée au Ier siècle et datait probablement des origines de la ville[réf. nécessaire].
Certains identifient la vallée avec la Vallée du Jugement (en hébreu émèq  héharouts) mentionnée dans le Livre de Joël (4:14) . Ils attribuent le nom de vallée des fromagers à une erreur lors de la traduction en grec de Josèphe car la racine harats, qui signifie couper, trancher, décider, est également utilisée dans l'expression haritsé héhalav (morceaux de fromages)
.

## Topographie
La vallée commence au nord de l'actuelle Porte de Damas (en hébreu Shaar Shekhem). Elle entre dans la Vieille Ville par la route de Damas et continue vers le sud le long de la rue Hagaï, la rue de la vallée (en hébreu Rehov Hagaï, en arabe  Al Wad). 
Au niveau du Mont du Temple, elle rencontre la vallée latérale (qui correspond aux limites des quartiers juif et arménien d'une part, avec les quartiers musulman et chrétien de l'autre). Cette vallée constituait la limite naturelle nord  de Jérusalem à l'époque du Premier Temple. 
Lorsque la vallée  du Tyropoeon rejoint cette vallée latérale, elle s'élargit et devient plus profonde. Elle sort de la Vieille Ville actuelle au niveau de la Porte des Maghrébins. Là, elle continue et contourne l'Ophel (la Cité de David, en hébreu Ir David) et aboutit dans la vallée du Kidron en même temps que la vallée du Hinnom, à l'extrémité sud de la Ville de David.

## Histoire
La vallée, qui est aujourd'hui comblée, avait une importance stratégique dans la Jérusalem antique, puisqu'elle assurait la défense des remparts occidentaux de la Cité de David.

La ville était en effet caractérisée par trois zones géographiques :
- la colline du Temple, au nord-est
- l'Ophel au sud,
- la colline ouest (l'actuel Mont Sion), qui était séparée des deux précédentes par la vallée du Tyropoeon

Dans l'antiquité, la vallée était une barrière naturelle. Elle a constitué pendant plusieurs siècles la limite de la ville, depuis les débuts de la monarchie judéenne, jusqu'à l'époque du roi Ezéchias, après la chute du Royaume d'Israël. Il étendit alors les limites de la ville vers l'ouest, au-delà de la vallée.
Sous Hérode Ier le Grand, la ville haute, située sur la colline ouest, fut à nouveau étendue, en direction du nord cette fois, au-delà de la vallée latérale. De même, Hérode construisit un mur de soutènement le long du flanc est de la vallée, pour agrandir l'étendue du Mont du Temple : c'est l'actuel  Kotel hamaaravi ou Mur des Lamentations. Un grand pont, qui servait également d'aqueduc, fut  construit par-dessus la vallée du Tyropoeon pour relier la ville haute et le Mont du Temple. Un vestige de ce pont, l'arche de Wilson, est aujourd'hui visible dans les tunnels du Kotel.
Sous l'empereur Hadrien, la partie nord de la vallée, la moins profonde, fut comblée pour créer la rue Hagaï (de la vallée).
À l'époque byzantine, on continua l'aplanissement de la rue en direction du sud est.
Sous la domination arabe, l'arche de Wilson fut restaurée et par-dessus fut créée la rue hashashelet. À cette époque, on commença à combler la partie de la vallée qui longe le Kotel en construisant différents bâtiments.
À l'époque des Croisades, on continua à construire le long du Kotel et on combla en partie la vallée avec de la terre pour faciliter les communications est ouest.
À l'époque mamelouke au XIIIe siècle, on construisit des bâtiments et des arches pour relier complètement la ville haute et le Mont du Temple. La vallée disparut ainsi que la zone à l'intérieur des remparts.

## La vallée aujourd'hui
Aujourd'hui, la descente depuis le quartier juif, en partie situé à l'emplacement de l'ancienne ville haute, vers l'esplanade du Kotel correspond à la déclivité de l'ancienne vallée. Dans l'antiquité, la vallée était alors plus profonde (15 m).
Une partie des constructions qui ont effacée la vallée ont été dégagées lors des fouilles des tunnels du Kotel.
En dehors des remparts, au sud de la Ville de David, on peut voir les derniers restes de la vallée, à l'endroit où elle rejoignait la vallée du Kidron.

## Sources
- (he) Cet article est partiellement ou en totalité issu de l’article de Wikipédia en hébreu intitulé « רחוב הנביאים » (voir la liste des auteurs).